# Reichsstraße 119
Die Reichsstraße 119 (R 119) war bis 1945 eine Staatsstraße des Deutschen Reichs, die teilweise in Oberschlesien, teilweise auf 1939 annektiertem polnischem Gebiet und teilweise auf 1938/1939 annektiertem, bis dahin tschechischem Gebiet lag. Die Straße nahm ihren Anfang an der damaligen Reichsstraße 5 in Chorzów (Königshütte), verlief über Gliwice (Gleiwitz) und Racibórz (Ratibor) nach Opava (Troppau), im heute tschechischen Abschnitt auf der Trasse der Silnice I/46 über Šternberk (Sternberg), Olmütz (Olomouc; Kreuzung mit der damaligen Reichsstraße 373) und von dort auf der Trasse der jetzigen tschechischen Dálnice 46 über Prostějov (Proßnitz in Mähren) und Vyškov (Wischau) nach Brünn (Brno), wo sie an der damaligen Reichsstraße 116 endete.
Ihre Gesamtlänge betrug rund 272 Kilometer.